# Ратарство и повртарство (часопис)
 Ратарство и повртарство  (енгл. Field and Vegetable Crops Research) је електронски научни часопис у отвореном приступу који објављује прегледне и научне чланке из области пољопривреде и биотехнологије. Излази од 2010. године.

## О часопису

### Историјат
Ратарство и повртарство је наставак часописа Зборник радова Института за ратарство и повртарство, Нови Сад ISSN 0354-7698) који је излазио од 1963. до 2009. године.

### Периодичност излажења
Часопис излази у три свеске годишње. Под претходним називом је излазио једном или два пута годишње.

## Уредници
- Др Драгана Миладиновић (2010-2011)
- Др Ана Марјановић Јеромела (2011- )

## Аутори прилога
Аутори прилога су истраживачи из сродних института и факултета из земље, региона и иностранства.

## Теме
Часопис објављује прилоге из следећих области:
- генетички ресурси,
- генетика и оплемењивање,
- биотехнологија,
- микробиологија,
- агрохемија,
- агроекологија,
- физиологија и биохемија биљака,
- семенарство,
- гајење и агротехника,
- заштита биља и
- агроекономија

ратарских и повртарских гајених врста и лековитог биља.

## Штампани облик часописа
Часопис је штампан до 2012. године када је прешао у искључиво електронску верзију. Штампани примерци часописа су до тада достављани свим библиотекама сродних факултета и института у земљи и региону. 

## Електронско уређивање часописа
Часопис се електронски уређује користећи програм Aseestant. Електронско уређивање подразумева електронску пријаву рукописа и праћење процеса одлучивања о рукопису (рецензија), електронску комуникацију између уредника, чланова уредништва, аутора и рецензената, као и публиковање електронског издања часописа. Приспели рукописи се проверавају на плагијаризам користећи iThenticate, кључне речи се аутоматски екстрахују и уређују путем контролисаних тезауруса, а референце се аутоматски сравњују putem programa Cite Matcher и RefFormatter.
Рукописи прихваћени за објављивање се постављају на сајт часописа као Online First пре укључивања у свеске у циљу раније дистрибуције резултата и цитираности радова.

## Научна вредност часописа
Одлукама Матичног научног одбора за биотехнику и пољопривреду, часопис Ратарство и повртарство је категорисан као водећи национални часопис. 
Показатељи библиометријског квалитета у извештају Центра за евалуацију у образовању и науци (ЦЕОН) потврђују изузетан квалитет часописа и далеко су изнад просечних оцена за остале часописе припадајуће области по питањима научног и етичког интегритета, видљивости и доступности, транспарентности уређивања, интернационалности и сериозности.

## Индексирање у базама података
Часопис је индексиран у следећим базама података: 
- SCIndeks[3]
- EBSCO Academic Search Complete[4]
- EBSCO Discovery Service[4]
- CAB Abstracts[5]
- CABI Full Text[5]
- Agris (FAO)[6]
- SciLit[7].